# 飯給站

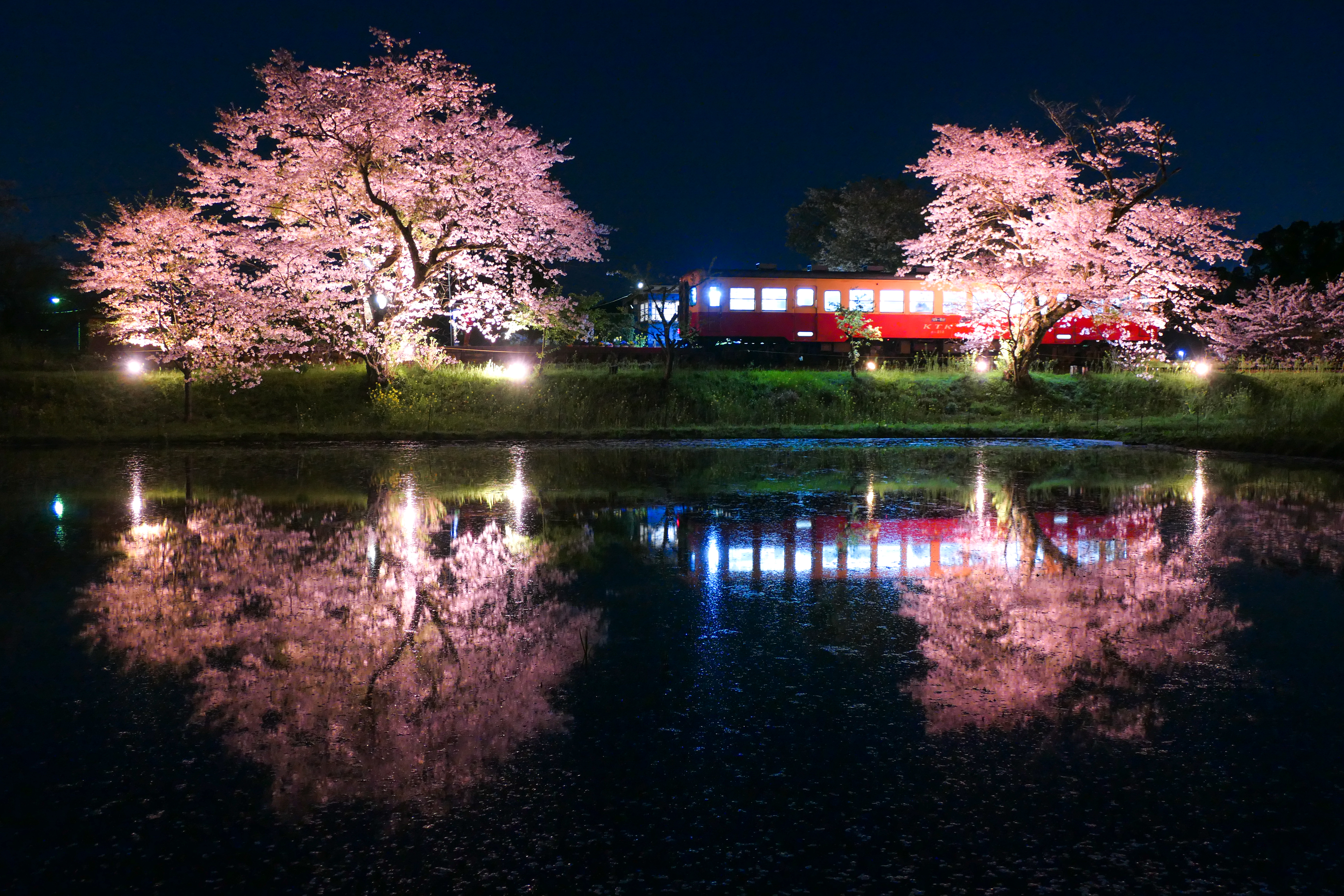
月台上照光了夜櫻（2020年3月31日）

飯給站（日语：／ Itabu eki */?）是位於千葉縣市原市飯給，屬於小湊鐵道的小湊鐵道線車站。

## 車站構造
車站四周被農地及樹林所包圍，需從千葉縣道160號旁的小路進入，經過「世界最大的洗手間」後，便可到達車站。車站採用簡易車站模式運作，配以座落於月台上的一座簡易式站房。站房以鐵皮及鋼架所搭成，出入口及開放式驗票口設於站方中央，站房內沒有間格，只在出入口兩端設置了木長櫈，另外在站房內的牆身畫有美化用的圖畫。
站房外設有電話亭，而在「世界最大的洗手間」旁，亦設有一座男、女共用式的洗手間一座。

### 月台
只設有1個側式月台。長度亦只有40米，有效長度為2輛，但對於使用2輛編成的KiHa40系車廂時，後方整個車廂未必能完全靠近月台，因此需要借助車掌以手動方式，只開啟前方車廂的車門進行上落。除了在驗票口前另外設有兩張候車長櫈外，月台上並沒有其他設施。
列車靠站時，往上總中野方為左側上落；往五井方向為右側上落。
| 路線        | 方向 | 前往                   |
| ----------- | ---- | ---------------------- |
| ■小湊鐵道線 | 上行 | 上總牛久、五井方向     |
| ■小湊鐵道線 | 下行 | 養老溪谷、上總中野方向 |

## 歷史
- 1926年9月1日：小湊鐵道里見～月崎間開通，本站作為中途站設站[1]。
- 1956年：改為無人車站。
- 2012年4月：站前設置了Toilet in Nature（世界最大廁所）。

## 使用狀況
本站是小湊鐵路線中日均使用量最低的一個，2021年度曾錄得日均乘車人次只有2人，事實上自2000年度起，日均乘車人數已經在10人以下。
車站四周全為農田，本身亦隱藏於農地內，民居稀疏亦十分分散，再者通往車站的通道亦只能由縣道方進入，縱然部份民居與車站的直線距離十分接近，但因欠缺道路的接駁，都是使用量極低的原因。
以下為乘車人次變化列表：
| 乘車人次變化 | 乘車人次變化     | 乘車人次變化 |
| 年度         | 1日平均 乘車人次 | 參考資料     |
| ------------ | ---------------- | ------------ |
| 1986         | 50               | [ 統計 1 ]   |
| 2005         | 9                | [ 統計 2 ]   |
| 2006         | 8                | [ 統計 3 ]   |
| 2007         | 9                | [ 統計 4 ]   |
| 2008         | 7                | [ 統計 5 ]   |
| 2009         | 5                | [ 統計 6 ]   |
| 2010         | 6                | [ 統計 7 ]   |
| 2011         | 5                | [ 統計 8 ]   |
| 2012         | 5                | [ 統計 9 ]   |
| 2013         | 4                | [ 統計 10 ]  |
| 2014         | 4                | [ 統計 11 ]  |
| 2015         | 4                | [ 統計 12 ]  |
| 2016         | 4                | [ 統計 13 ]  |
| 2017         | 4                | [ 統計 14 ]  |
| 2018         | 4                | [ 統計 15 ]  |
| 2019         | 3                | [ 統計 16 ]  |
| 2020         | 3                | [ 統計 17 ]  |
| 2021         | 2                | [ 統計 18 ]  |
| 2022         | 3                | [ 統計 19 ]  |

## 車站周邊

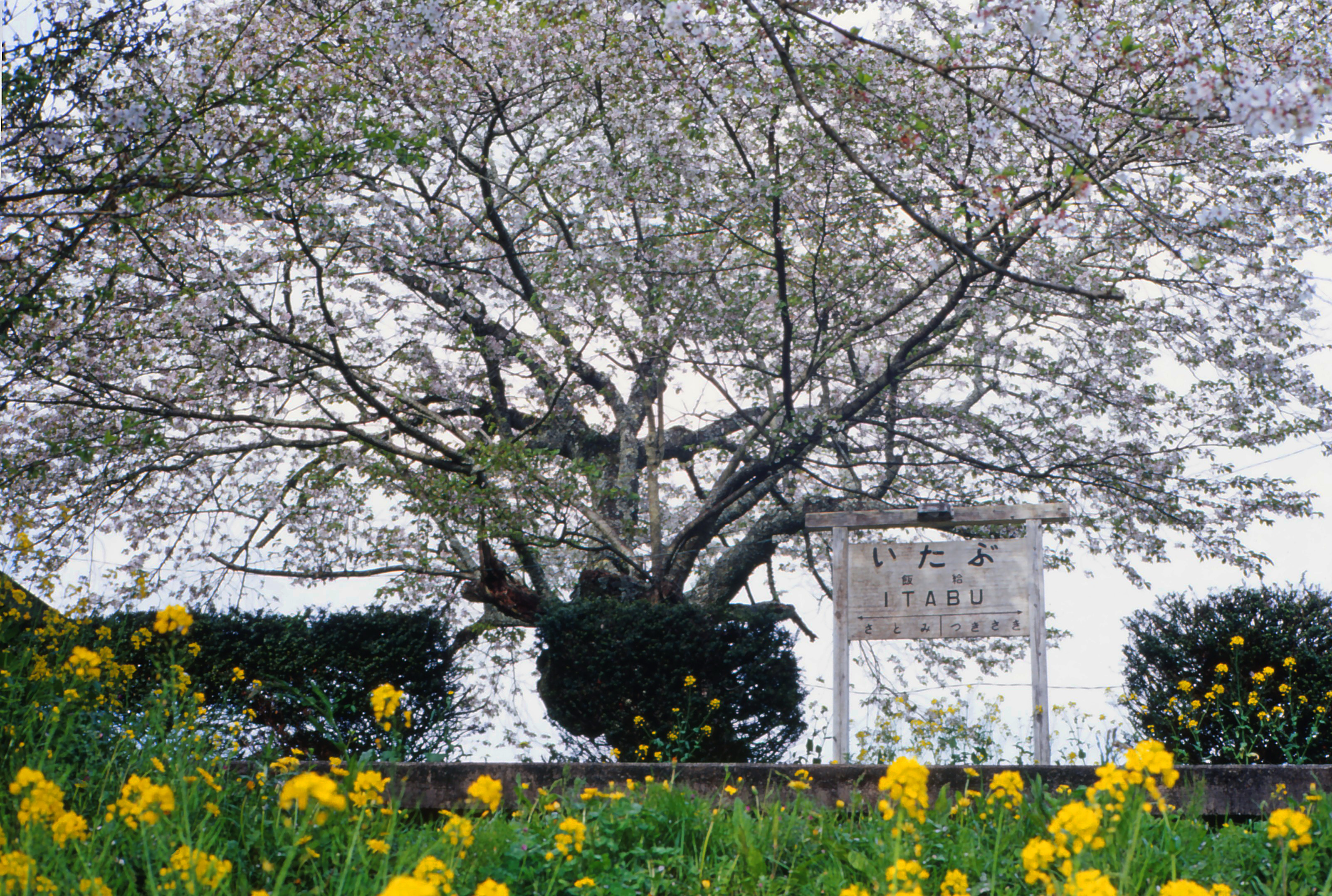
站內的櫻花和油菜花（2010年4月11日）

此站以櫻花和油菜花而聞名。在春天櫻花盛開季節，會有許多觀光客前往此站拍照。

### Toilet in Nature
為了振興市原市觀光，在站前設置了名為「世界最大廁所」的廁所“Toilet in Nature”，2012年4月起投入使用。廁所由藤本壯介（建築家）建造，廁所樓面200平方米，外圍以木板圍封，廁所內有很大的「草原」（草地），中間設有一個以玻璃幕牆包圍旳馬桶（女性專用）。而在該廁所旁設有一般的多用途廁所（男女共用）。

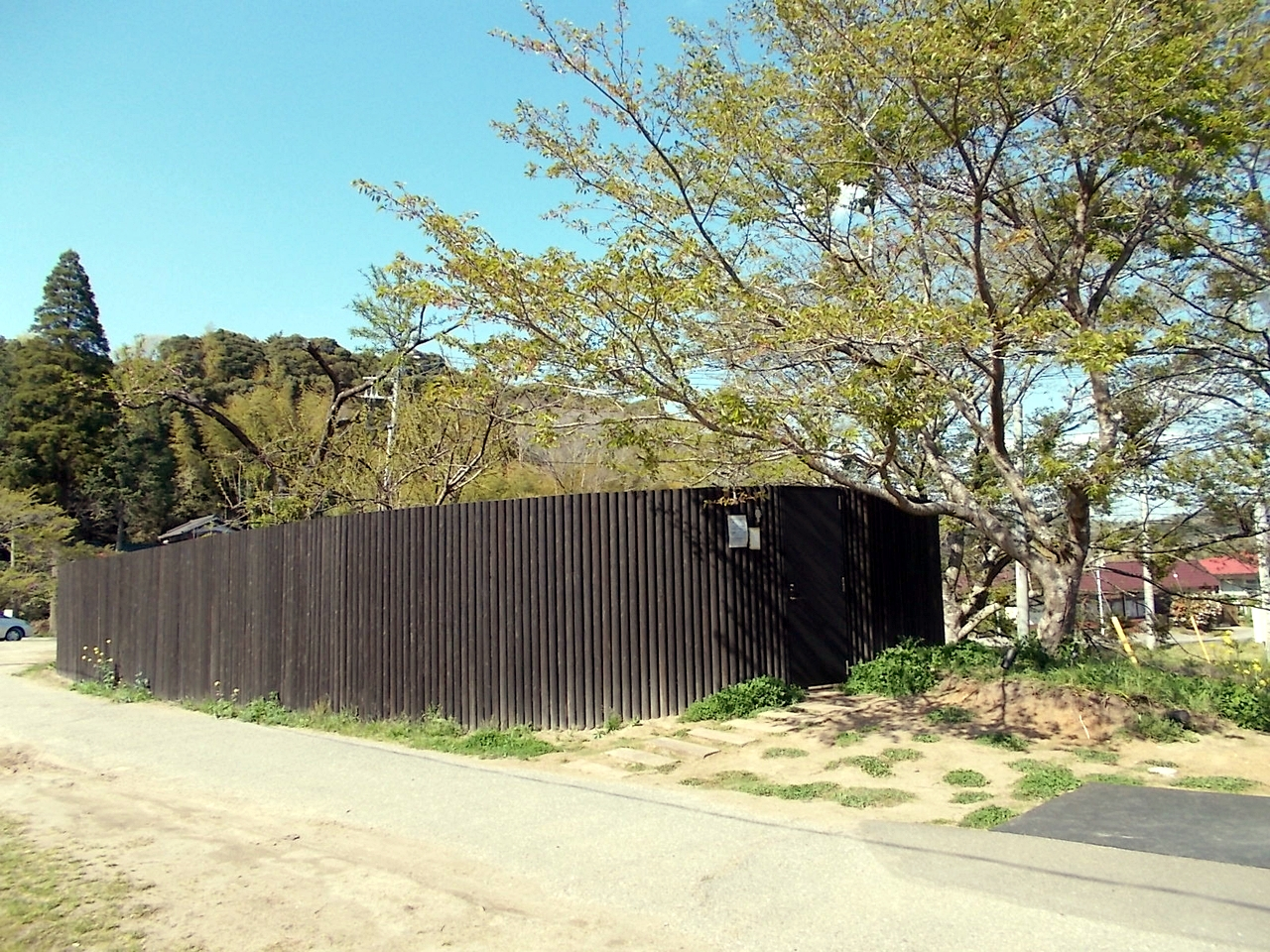
Toilet in Nature外觀（2013年4月12日）
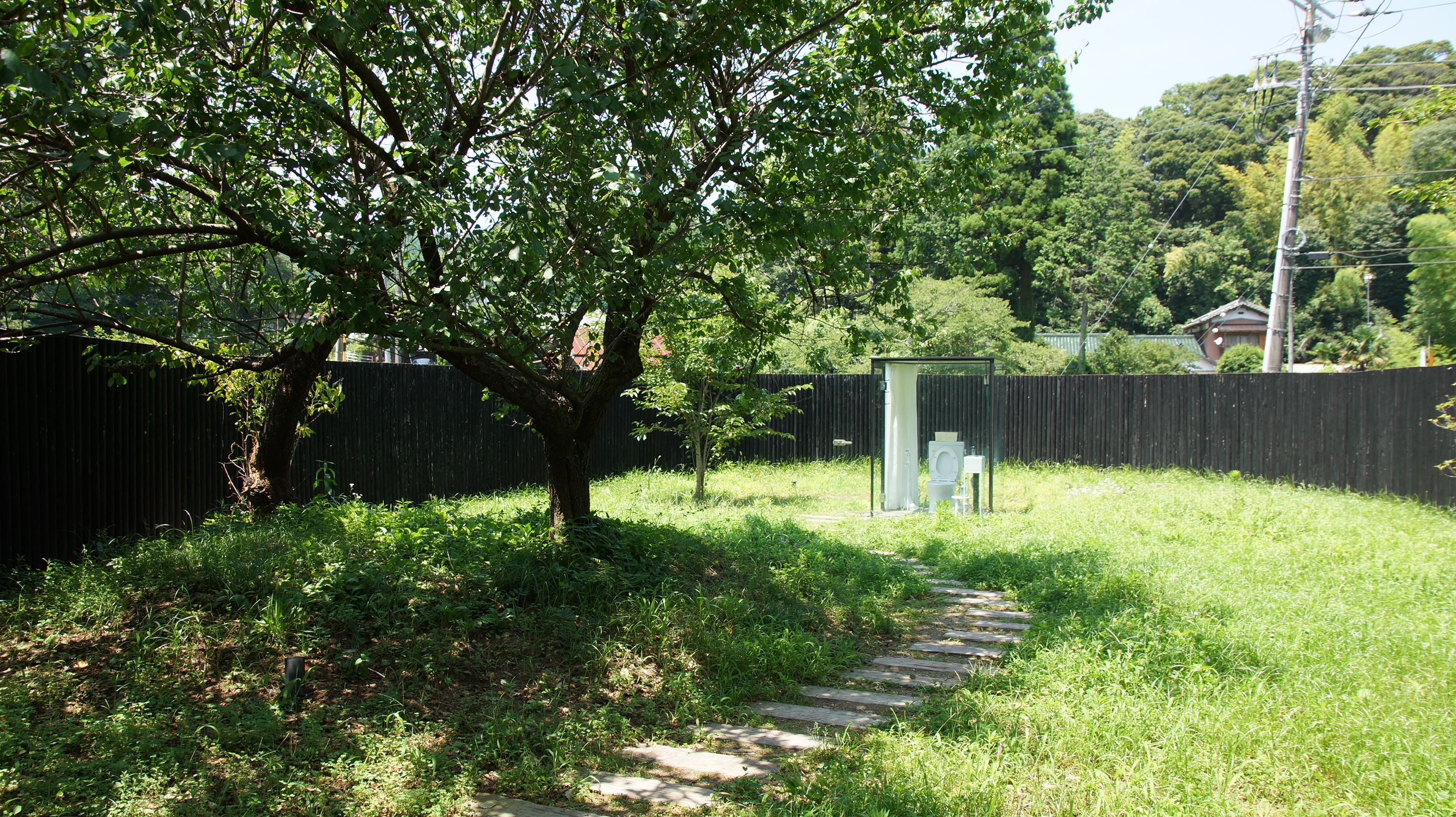
Toilet in Nature內部（2015年7月20日）
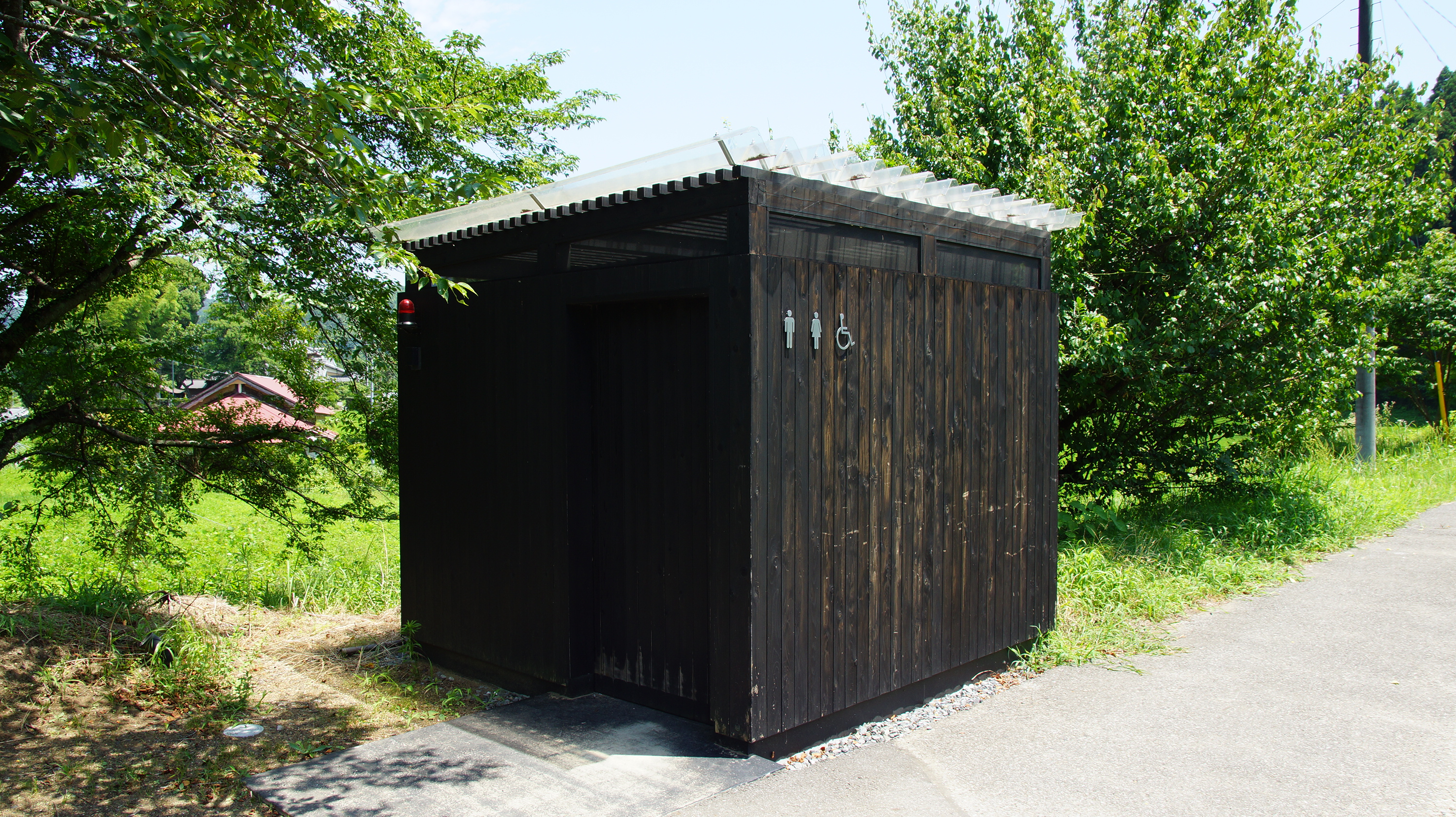
Toilet in Nature旁的多用途廁所（2015年7月20日）

## 相鄰車站
小湊鐵道
■小湊鐵道線
■房總里山Torocco、□觀光急行1,2,4號
通過
□觀光急行3號、■普通
里見－飯給－月崎

### 統計資料
1. ↑  千葉縣統計年鑑（昭和63年） （页面存档备份，存于）（日語）
2. ↑  千葉縣統計年鑑（平成18年） （页面存档备份，存于）（日語）
3. ↑  千葉縣統計年鑑（平成19年） （页面存档备份，存于）（日語）
4. ↑  千葉縣統計年鑑（平成20年） （页面存档备份，存于）（日語）
5. ↑  千葉縣統計年鑑（平成21年） （页面存档备份，存于）（日語）
6. ↑  千葉縣統計年鑑（平成22年） （页面存档备份，存于）（日語）
7. ↑  千葉縣統計年鑑（平成23年） （页面存档备份，存于）（日語）
8. ↑  千葉縣統計年鑑（平成24年） （页面存档备份，存于）（日語）
9. ↑  千葉縣統計年鑑（平成25年） （页面存档备份，存于）（日語）
10. ↑  千葉縣統計年鑑（平成26年） （页面存档备份，存于）（日語）
11. ↑  千葉縣統計年鑑（平成27年） （页面存档备份，存于）（日語）
12. ↑  千葉縣統計年鑑（平成28年） （页面存档备份，存于）（日語）
13. ↑  千葉縣統計年鑑（平成29年） （页面存档备份，存于）（日語）
14. ↑  千葉縣統計年鑑（平成30年） （页面存档备份，存于）（日語）
15. ↑  千葉縣統計年鑑（令和元年） （页面存档备份，存于）（日語）
16. ↑  .   [2025-04-05]. （原始内容存档于2023-07-25）.
17. ↑  . 千葉県.   [2022-08-28]. （原始内容 (xls)存档于2022-08-28）.
18. ↑  千葉縣統計年鑑（令和4年），11 運輸・通信—111民鉄等駅別1日平均運輸状況（2021(令和3)年度）
19. ↑  .   [2025-04-05]. （原始内容存档于2025-01-27）.

## 外部連結
- 飯給站 （页面存档备份，存于）（日語） - 小湊鐵道